# 永井大
永井大（1978年5月20日—），日本男演员、电视艺人。出生于新潟县，O型。2000年主演特别摄影电视节目「未来战队时间连者」初次亮相。后更改艺名（永井マサル→永井大）。之后，在电视剧、综艺节目、电影、广告、写真等多方面活跃。兴趣是看电影。K DASH所属。

## 生平
与共演电视剧《上班族金太郎2》的女演员中越典子于2014年12月30日结婚。2015年8月2日举行婚礼、婚宴。2016年12月17日，其妻子中越典子宣布自己怀孕。2017年5月3日，第一个孩子（男孩）出生。2018年11月22日，第二个孩子（女孩）出生。

## 外部連結
- 永井大在互联网电影资料库（IMDb）上的資料（英文）

| 前任： 西崗龍一朗 （救急戰隊GOGOＶ） | 日本超級戰隊系列紅色戰士演員 未來戰隊時間連者 2000年2月13日-2001年2月4日 | 繼任： 金子昇 （百獸戰隊牙吠連者） |